# Вильегас, Антонио де
Анто́нио де Вилье́гас (исп. Antonio de Villegas; ок 1522, Медина-дель-Кампо, провинция Вальядолид, Испания — ок. 1551) — испанский писатель и поэт.

## Биография
Сведений о жизни Вильегаса не сохранилось. Вместе с Грегорио Сильвестре и другими учениками Кристобаля де Кастильехо он выступал против итальянских тенденций в испанской поэзии. Писал в стихах и прозе, его сочинения под названием Inventario были изданы в 1565 году. Вероятно, не все произведения, составившие Inventario были оригинальными произведениями Вильегаса. В сборник вошли сентиментальные и пасторальные сочинения в стихах и прозе и несколько поэм, а также «История Абенсеррахе и прекрасной Харифы» (Historia del Abencerraje y la hermosa Jarifa). «История Абенсеррахе…» первая «мавританская» («гранадская») повесть в испанской литературе.
Произведение характерно для периода, следовавшего за завершением реконкисты, когда воин-мусульманин воспринимался не как вероломный враг и варвар, на первый план выступали его доблесть, благородство, верность своему слову. Сюжет Вильегас заимствовал из Crónica del ínclito Infante don Fernando, que ganó a Antequera (Хроника прославленного инфанта дона Фернандо, победившего Антекеру). В повести рассказывается о том, как мавританский рыцарь из истреблённого рода Абенсеррахов, пленник христианина Родриго де Нарваэса, отпущен последним на свободу, чтобы сочетаться браком с Харифой. Верный своему обещанию, он возвращается в плен после свадьбы вместе с Харифой.
В 1561 году «История Абенсеррахе…» вошла в четвёртую книгу пасторального романа Хорхе Монтемайора «Влюблённая Диана» (Diana Enamorada), поэтому авторство «Истории Абенсеррахе…» также приписывалось Монемайору.
«Истории Абенсеррахе…» высоко оценили Хуан де Тимонеда, Себастьян де Коваруббиас и Сервантес (который упоминает её героев в «Дон Кихоте»). Лопе де Вега использовал сюжет в своей комедии «El remedio en la desdicha» (Лекарство от страданий).